# Saint Peter (Antígua e Barbuda)
Saint Peter é uma paróquia de Antígua e Barbuda localizada na ilha de Antígua. Sua capital é a cidade de Parham.